# Wielersport op de Olympische Zomerspelen 2020 - Kwalificatie
In dit artikel worden de kwalificatie-eisen voor de wielersport disciplines op de Olympische Zomerspelen 2020 in Tokio (uitgesteld tot 2021 door de COVID-19-pandemie) uiteengezet. 
De vier verschillende onderdelen van de olympische wielersport – baanwielrennen, wegwielrennen, BMX en mountainbike – hadden elk een afzonderlijk kwalificatiesysteem. Uitzondering vormden Japanse atleten: Japan ontving als gastland per geslacht één quotaplaats in de freestyle BMX, race BMX en het mountainbiken, en per geslacht twee quotaplaatsen bij de wegwedstrijd. Het verkreeg geen quotaplaatsen bij de individuele wegtijdritten en het baanwielrennen. De meeste kwalificatieplaatsen, in alle disciplines, werden vergeven op basis van de wereldranglijsten van de internationale wielerbond (UCI).

## BMX
Bij de BMX-races gold een deelname van maximaal drie atleten per NOC. De UCI hanteerde een kwalificatieranglijst voor NOC's, waarbij de beste twee landen drie atleten mochten selecteren; NOC's op de plaatsen 3 tot en met 5 hadden recht op twee kwalificatieplaatsen; de volgende zes landen mochten één BMX-racer opnemen in hun selectie. De ranglijst werd opgesteld op basis van de resultaten van de beste drie racers per land. Punten voor de ranglijst konden atleten verzamelen van september 2018 tot juni 2020. De hoogstgeplaatste drie racers op de individuele wereldranglijst, die via de eerste kwalificatieroute zich niet plaatsten, kwalificeren zich ook, net als de twee best presterende en nog niet gekwalificeerde racers op de wereldkampioenschappen BMX. Het kwalificatiesysteem voor de BMX Freestyle was vergelijkbaar, maar bij deze discipline gold een maximumaantal van twee atleten per NOC voor het best geklasseerde land. Bij de wereldkampioenschappen in 2019 werden nog twee plaatsen per geslacht verdeeld.

## Baanwielrennen
Japanse atleten hadden bij het baanwielrennen geen recht op automatische kwalificatie. 189 atleten konden zich plaatsen voor het olympisch baanwielrentoernooi, waarvan 98 man en 91 vrouw (er gold een maximumaantal deelnemers van vijftien per NOC). Een olympische ranglijst werd gebruikt door de UCI om vast te stellen welke atleten zich konden kwalificeren voor de Spelen. De ranglijst werd gebaseerd op resultaten behaald op continentale en intercontinentale toernooien als de wereldbeker baanwielrennen en de Europese kampioenschappen baanwielrennen van 2018. Bij de meeste onderdelen plaatsyen de beste zeven of acht individuen, duo's of teams op de ranglijst zich voor de Spelen.

## Wegwielrennen
Aan de wegwedstrijd voor mannen namen 130 wielrenners deel; aan de wegwedstrijd voor vrouwen nemen 67 wielrensters deel. Er gold een maximumaantal deelnemers van negen wielrenners per NOC (vijf mannen, vier vrouwen). Aan de individuele tijdrit mochten per NOC vier wielrenners deelnemen (twee mannen, twee vrouwen). Vier Japanse wielrenners kwalificeerden zich automatisch (twee mannen en twee vrouwen). De UCI-wereldranglijst voor landen van oktober 2019 werd gebruikt om te bepalen hoeveel mannelijke atleten een NOC mocht opnemen in haar wielerselectie. De ranglijst werd gebaseerd op de prestaties in het wielerseizoen 2019 (22 oktober 2018 tot 27 oktober 2019). De beste vijf NOC's konden aanspraak maken op vijf wielrenners in hun selectie voor de wegwedstrijd; de volgende zeven NOC's hadden recht op vier plaatsen, de NOC's op plaatsen 14–21 op drie plaatsen, de NOC's op plaatsen 22–32 op twee plaatsen en de NOC's op plaatsen 33–50 op één plaats. NOC's die buiten deze top vijftig vielen, konden nog aanspraak maken op quotaplaatsen op basis van individuele resultaten in de continentale kampioenschappen van Afrika, Amerika en Azië.
De 67 deelneemsters aan de wegwedstrijd voor vrouwen kwalificeerden zich op gelijke wijze. De beste vijf landen op de ranglijst voor vrouwen, die eveneens het wielerseizoen 2019 besloeg, hadden recht op vier rensters in de wegwedstrijd; de volgende zeven landen hadden recht op drie plaatsen, en de NOC's op de plaatsen 14–22 konden twee wielrensters opnemen in hun olympische ploeg. De best presterende landen op de continentale kampioenschappen van Afrika, Amerika en Azië, die nog geen recht op kwalificatie hadden op basis van de ranglijst, konden aanspraak maken op elk één quotaplaats.
Tijdrijders werden geselecteerd op basis van de ranglijst (bij de mannen kunnen de beste dertig landen elk één tijdrijder selecteren; bij de vrouwen de beste vijftien landen) en op basis van de uitslagen van de individuele tijdritten op de wereldkampioenschappen wielrennen in 2019 in Harrogate (tien quotaplaatsen bij zowel de mannen als de vrouwen).

## Mountainbiken
Het mountainbiken had bij zowel de mannen als de vrouwen plaats voor 38 atleten, met één plaats gegarandeerd voor het gastland Japan. Een NOC kon maximaal zes atleten in haar selectie opnemen (drie per geslacht). Net als bij de BMX-disciplines werd bij het mountainbiken gebruikgemaakt van een olympische kwalificatie ranking per geslacht. De kwalificatie ranking bestond uit de landenranking die werd opgemaakt van 28 mei 2018 tot 27 mei 2019 plus de landenranking over 28 mei 2019 tot 3 maart 2020 aangevuld met de eerste twee wereldbekerwedstrijden van 2021 in Albstadt en Nové Město. De beide landenrankings werden opgemaakt door de punten van de drie hoogst gerangschikte mountainbikers per land op te tellen. Dertig atleten kwalificeerden zich op deze wijze voor de Spelen: de beste twee landen hadden recht op drie plaatsen, de volgende vijf landen hadden recht op twee plaatsen en de volgende veertien landen hadden recht op één plaats. De overgebleven plaatsen in het mountainbiketoernooi werden vergeven aan de hoogst gerangschikte NOC's uit Afrika, Amerika en Azië op de continentale kampioenschappen in 2019, die nog niet gekwalificeerd waren (één plaats per continent). Ten slotte kregen de twee hoogst gerangschikte NOC's van de elite wedstrijd en de twee hoogst gerangschikte NOC's van de beloftenwedstrijd op de wereldkampioenschappen in 2019, die nog niet gekwalificeerd waren, één quotaplaats per land.
Onderstaande tabellen zijn ingevuld volgens de olympische kwalificatie ranking per 18 mei 2021

### Mannen
| Kwalificatie                                        | Landenranking | Gekwalificeerd | Atleten per NOC |
| --------------------------------------------------- | ------------- | --- | --------------- |
| Gastland                                            |               | Japan | 1               |
| UCI Olympische kwalificatie ranking                 | 1 tot 2       | Zwitserland Italië | 3               |
| UCI Olympische kwalificatie ranking                 | 3 tot 7       | Frankrijk Brazilië Nederland Spanje Duitsland | 2               |
| UCI Olympische kwalificatie ranking                 | 8 tot 21      | Tsjechië Oostenrijk Canada Denemarken Verenigde Staten België Russische ploeg Zuid-Afrika Nieuw-Zeeland Polen Noorwegen Griekenland Hongarije Roemenië | 1               |
| Afrikaans kampioenschap 2019                        | 1             | Namibië | 1               |
| Pan-Amerikaans kampioenschap 2019                   | 1             | Mexico | 1               |
| Aziatisch kampioenschap 2019                        | 1             | China | 1               |
| Wereldkampioenschappen mountainbike 2019 (elite)    | 1 tot 2       | Australië Israël | 1               |
| Wereldkampioenschappen mountainbike 2019 (onder 23) | 1 tot 2       | Chili Groot-Brittannië | 1               |
| Totaal                                              |               | | 38              |

### Vrouwen
| Kwalificatie                                        | Landenranking | Gekwalificeerd | Atleten per NOC |
| --------------------------------------------------- | ------------- | --- | --------------- |
| Gastland                                            |               | Japan | 1               |
| UCI Olympische kwalificatie ranking                 | 1 tot 2       | Zwitserland Verenigde Staten | 3               |
| UCI Olympische kwalificatie ranking                 | 3 tot 7       | Nederland Canada Frankrijk Denemarken Duitsland                                                                                      | 2               |
| UCI Olympische kwalificatie ranking                 | 8 tot 21      | Groot-Brittannië Italië Zuid-Afrika Polen Oekraïne Tsjechië België Oostenrijk Argentinië Brazilië Estland Hongarije Spanje Australië | 1               |
| Afrikaans kampioenschap 2019                        | 1             | Namibië | 1               |
| Pan-Amerikaans kampioenschap 2019                   | 1             | Mexico | 1               |
| Aziatisch kampioenschap 2019                        | 1             | China | 1               |
| Wereldkampioenschappen mountainbike 2019 (elite)    | 1 tot 2       | Slovenië Zweden | 1               |
| Wereldkampioenschappen mountainbike 2019 (onder 23) | 1 tot 2       | Portugal Russische ploeg | 1               |
| Totaal                                              |               | | 38              |

### UCI Olympische kwalificatie ranking
Onderstaand de UCI Olympische kwalificatie ranking per 18 mei 2021:

#### Mannen
| 1  | Zwitserland      | 8.619 | 4.552 | 4.067 | 3 |
| 2  | Italië           | 7.117 | 4.254 | 2.863 | 3 |
| 3  | Frankrijk        | 6.720 | 3.293 | 3.427 | 2 |
| 4  | Brazilië         | 5.471 | 3.049 | 2.422 | 2 |
| 5  | Nederland        | 5.171 | 2.904 | 2.267 | 2 |
| 6  | Spanje           | 5.006 | 3.047 | 1.959 | 2 |
| 7  | Duitsland        | 4.661 | 2.322 | 2.339 | 2 |
| 8  | Tsjechië         | 4.613 | 2.574 | 2.039 | 1 |
| 9  | Oostenrijk       | 4.176 | 2.242 | 1.934 | 1 |
| 10 | Canada           | 3.909 | 1.994 | 1.915 | 1 |
| 11 | Denemarken       | 3.742 | 2.245 | 1.497 | 1 |
| 12 | Verenigde Staten | 3.725 | 2.293 | 1.432 | 1 |
| 13 | België           | 3.399 | 2.029 | 1.370 | 1 |
| 14 | Rusland          | 3.252 | 1.924 | 1.328 | 1 |
| 15 | Zuid-Afrika      | 3.252 | 1.828 | 1.424 | 1 |
| 16 | Nieuw-Zeeland    | 3.043 | 1.781 | 1.262 | 1 |
| 17 | Polen            | 3.018 | 1.509 | 1.509 | 1 |
| 18 | Noorwegen        | 2.773 | 1.573 | 1.200 | 1 |
| 19 | Griekenland      | 2.611 | 1.160 | 1.451 | 1 |
| 20 | Hongarije        | 2.523 | 1.666 | 857   | 1 |
| 21 | Roemenië         | 2.479 | 1.209 | 1.270 | 1 |
| 22 | Slowakije        | 2.458 | 1.285 | 1.173 | 0 |
| 23 | Israël           | 2.397 | 1.471 | 926   | 0 |
| 24 | Australië        | 2.391 | 1.143 | 1.248 | 0 |
| 25 | Japan            | 2.126 | 821   | 1.305 | 0 |

#### Vrouwen
| 1  | Zwitserland         | 7.857 | 4.327 | 3.530 | 3 |
| 2  | Verenigde Staten    | 7.181 | 4.010 | 3.171 | 3 |
| 3  | Nederland           | 6.278 | 3.155 | 3.123 | 2 |
| 4  | Canada              | 5.968 | 3.416 | 2.552 | 2 |
| 5  | Frankrijk           | 5.507 | 2.139 | 3.368 | 2 |
| 6  | Denemarken          | 4.913 | 3.069 | 1.844 | 2 |
| 7  | Duitsland           | 4.673 | 2.523 | 2.150 | 2 |
| 8  | Verenigd Koninkrijk | 4.644 | 2.047 | 2.597 | 1 |
| 9  | Italië              | 4.603 | 2.196 | 2.407 | 1 |
| 10 | Zuid-Afrika         | 4.227 | 2.333 | 1.894 | 1 |
| 11 | Polen               | 4.181 | 2.317 | 1.864 | 1 |
| 12 | Oekraïne            | 4.041 | 2.560 | 1.481 | 1 |
| 13 | Tsjechië            | 3.768 | 2.046 | 1.722 | 1 |
| 14 | België              | 3.533 | 2.060 | 1.473 | 1 |
| 15 | Oostenrijk          | 3.427 | 1.629 | 1.798 | 1 |
| 16 | Argentinië          | 3.339 | 2.019 | 1.320 | 1 |
| 17 | Estland             | 3.274 | 1.586 | 1.688 | 1 |
| 18 | Brazilië            | 3.272 | 1.970 | 1.302 | 1 |
| 19 | Hongarije           | 3.195 | 2.088 | 1.107 | 1 |
| 20 | Spanje              | 3.182 | 1.526 | 1.656 | 1 |
| 21 | Australië           | 3.169 | 1.367 | 1.802 | 1 |
| 22 | Slovenië            | 2.924 | 1.660 | 1.264 | 0 |
| 23 | Servië              | 2.897 | 1.850 | 1.047 | 0 |
| 24 | Turkije             | 2.804 | 1.345 | 1.459 | 0 |
| 25 | Rusland             | 2.583 | 911   | 1.672 | 0 |

Atletiek · Badminton · Basketbal · Boksen · Boogschieten · Gewichtheffen · Golf · Gymnastiek · Handbal · Hockey · Honkbal · Judo · Kanovaren · Karate · Klimsport · Moderne vijfkamp · Paardensport · Roeien · Rugby · Schermen · Schietsport · Schoonspringen · Skateboarden · Softbal · Surfen · Synchroonzwemmen · Taekwondo · Tafeltennis · Tennis · Triatlon · Voetbal · Volleybal · Waterpolo · Wielersport · Worstelen · Zeilen · Zwemmen
Athene 1896 · 
Parijs 1900 · 
St. Louis 1904 · 
Londen 1908 · 
Stockholm 1912 · 
Antwerpen 1920 · 
Parijs 1924 · 
Amsterdam 1928 · 
Los Angeles 1932 · 
Berlijn 1936 · 
Londen 1948 · 
Helsinki 1952 · 
Melbourne 1956 · 
Rome 1960 · 
Tokio 1964 · 
Mexico-stad 1968 · 
München 1972 · 
Montréal 1976 · 
Moskou 1980 · 
Los Angeles 1984 · 
Seoel 1988 · 
Barcelona 1992 · 
Atlanta 1996 · 
Sydney 2000 · 
Athene 2004 · 
Peking 2008 · 
Londen 2012 · 
Rio de Janeiro 2016 ·
Tokio 2020 ·
Parijs 2024 ·
Los Angeles 2028
Medaillewinnaars: Baanwielrennen · BMX · Mountainbike · Wegwielrennen